# Espinar (Aguada)
Espinar es un barrio ubicado en el municipio de Aguada en el estado libre asociado de Puerto Rico. En el Censo de 2010 tenía una población de 1281 habitantes y una densidad poblacional de 404,08 personas por km².

## Geografía
Espinar se encuentra ubicado en las coordenadas 18°24′29″N 67°9′46″O / 18.40806, -67.16278. Según la Oficina del Censo de los Estados Unidos, Espinar tiene una superficie total de 3.17 km², de la cual 2.22 km² corresponden a tierra firme y (29.98%) 0.95 km² es agua.

## Demografía
Según el censo de 2010, había 1281 personas residiendo en Espinar. La densidad de población era de 404,08 hab./km². De los 1281 habitantes, Espinar estaba compuesto por el 80.56% blancos, el 9.91% eran afroamericanos, el 0.55% eran amerindios, el 0.16% eran asiáticos, el 7.1% eran de otras razas y el 1.72% pertenecían a dos o más razas. Del total de la población el 99.3% eran hispanos o latinos de cualquier raza.